# Independent Spirit de melhor ator coadjuvante
O Independent Film Spirit Award de melhor ator coadjuvante é uma das categorias premiadas no Independent Spirit Awards.

## 1987-1989
| Ano  | Ator                 | Filme             | Papel        |
| ---- | -------------------- | ----------------- | ------------ |
| 1987 | Morgan Freeman       | Street Smart      | Fast Black   |
| 1988 | Lou Diamond Phillips | Stand and Deliver | Angel Guzman |
| 1989 | Max Perlich          | Drugstore Cowboy  | David        |

## 1990-1999
| Ano  | Ator              | Filme                 | Papel                  |
| ---- | ----------------- | --------------------- | ---------------------- |
| 1990 | Bruce Davison     | Longtime Companion    | David                  |
| 1991 | David Strathairn  | City of Hope          | Asteroid               |
| 1992 | Steve Buscemi     | Reservoir Dogs        | Sr. Pink               |
| 1993 | Christopher Lloyd | Twenty Bucks          | Jimmy                  |
| 1994 | Chazz Palminteri  | Bullets Over Broadway | Cheech                 |
| 1995 | Benicio Del Toro  | The Usual Suspects    | Fred Fenster           |
| 1996 | Benicio Del Toro  | Basquiat              | Benny Dalmau           |
| 1997 | Jason Lee         | Chasing Amy           | Banky Edwards          |
| 1998 | Bill Murray       | Rushmore              | Herman Blume           |
| 1999 | Steve Zahn        | Happy, Texas          | Wayne Wayne Wayne, Jr. |

## 2000-2009
| Ano  | Ator                | Filme                 | Papel          |
| ---- | ------------------- | --------------------- | -------------- |
| 2000 | Willem Dafoe        | Shadow of the Vampire | Max Schreck    |
| 2001 | Steve Buscemi       | Ghost World           | Seymour        |
| 2002 | Dennis Quaid        | Far from Heaven       | Frank Whitaker |
| 2003 | Djimon Hounsou      | In America            | Mateo          |
| 2004 | Thomas Haden Church | Sideways              | Jack Cole      |
| 2005 | Matt Dillon         | Crash                 | John Ryan      |
| 2006 | Alan Arkin          | Little Miss Sunshine  | Edwin Hoover   |
| 2007 | Chiwetel Ejiofor    | Talk to Me            | Dewey Hughes   |
| 2008 | James Franco        | Milk                  | Scott Smith    |
| 2009 | Woody Harrelson     | The Messenger         | Tony Stone     |

## 2010-presente
| Ano  | Ator                | Filme               | Papel             |
| ---- | ------------------- | ------------------- | ----------------- |
| 2010 | John Hawkes         | Winter's Bone       | O Chorão          |
| 2011 | Christopher Plummer | Beginners           | Hal Fields        |
| 2012 | Matthew McConaughey | Magic Mike          | Dallas            |
| 2013 | Jared Leto          | Dallas Buyers Club  | Rayon             |
| 2014 | J. K. Simmons       | Whiplash            | Terrence Fletcher |
| 2015 | Idris Elba          | Beasts of No Nation | O Comandante      |
| 2016 | Ben Foster          | Hell or High Water  | Tanner Howard     |

## Nomeações múltiplas
| 2 nomeações - Alan Arkin - Kevin Corrigan - Willem Dafoe - Paul Dano - Benicio del Toro - Charles S. Dutton - John Hawkes - Samuel L. Jackson - Richard Jenkins - Bill Murray - Christopher Plummer - Peter Sarsgaard - Steve Zahn | 3 nomeações - Steve Buscemi - Gary Farmer - John C. Reilly - David Strathairn |

## Múltiplos vencedores
2 prémios
- Steve Buscemi
- Benicio del Toro (consecutivos)